# Glaesoconis
Glaesoconis is een geslacht van insecten uit de familie van de dwerggaasvliegen (Coniopterygidae), die tot de orde netvleugeligen (Neuroptera) behoort.

## Soorten
- G. baliopteryx Engel, 2004
- G. cretica Meinander, 1975
- G. nearctica Grimaldi, 2000